# جيم كارلسون
جيم كارلسون (بالإنجليزية: Jim Carlson)‏ هو سياسي أمريكي، ولد في 17 فبراير 1947 في سانت بول في الولايات المتحدة. حزبياً، نشط في حزب العمال المزارعين الديمقراطيين في مينيسوتا والحزب الديمقراطي. وقد انتخب عضو مجلس ولاية مينيسوتا.

## وصلات خارجية
- الموقع الرسمي